# Día del Trabajo

Países y dependencias coloreados por la observancia del Día Internacional de los Trabajadores o una variante diferente del Primero de Mayo o Día del Trabajo:
El Día del Trabajo cae o puede caer el 1 de mayo
Otro día festivo el 1 de mayo o el primer lunes de mayo
No hay día festivo el 1 de mayo, pero el Día del Trabajo se celebra en otra fecha
Ningún día festivo el 1 de mayo y ningún Día del Trabajo

El Día del Trabajo es una festividad anual para celebrar los logros de los trabajadores. El Día del Trabajo tiene su origen en el movimiento sindical, concretamente en el movimiento de la jornada de ocho horas, que abogaba por ocho horas de trabajo, ocho horas de ocio y ocho horas de descanso.
En la mayoría de los países, el Día del Trabajo es sinónimo o está vinculado al Día Internacional de los Trabajadores, que se celebra el 1 de mayo. Para otros países, el Día del Trabajo se celebra en una fecha diferente, a menudo con un significado especial para el movimiento obrero de ese país. El Día del Trabajo es festivo en muchos países.

## Día Internacional de los Trabajadores
Para la mayoría de los países, el "Día del Trabajo" es sinónimo o está relacionado con el Día Internacional de los Trabajadores, que se celebra el 1 de mayo. Algunos países varían la fecha real de sus celebraciones para que la festividad tenga lugar un lunes cercano al 1 de mayo.
Algunos países tienen un día festivo en esta fecha o en torno a ella, pero no es una celebración del "Día del Trabajo".

## Otras fechas

### Australia

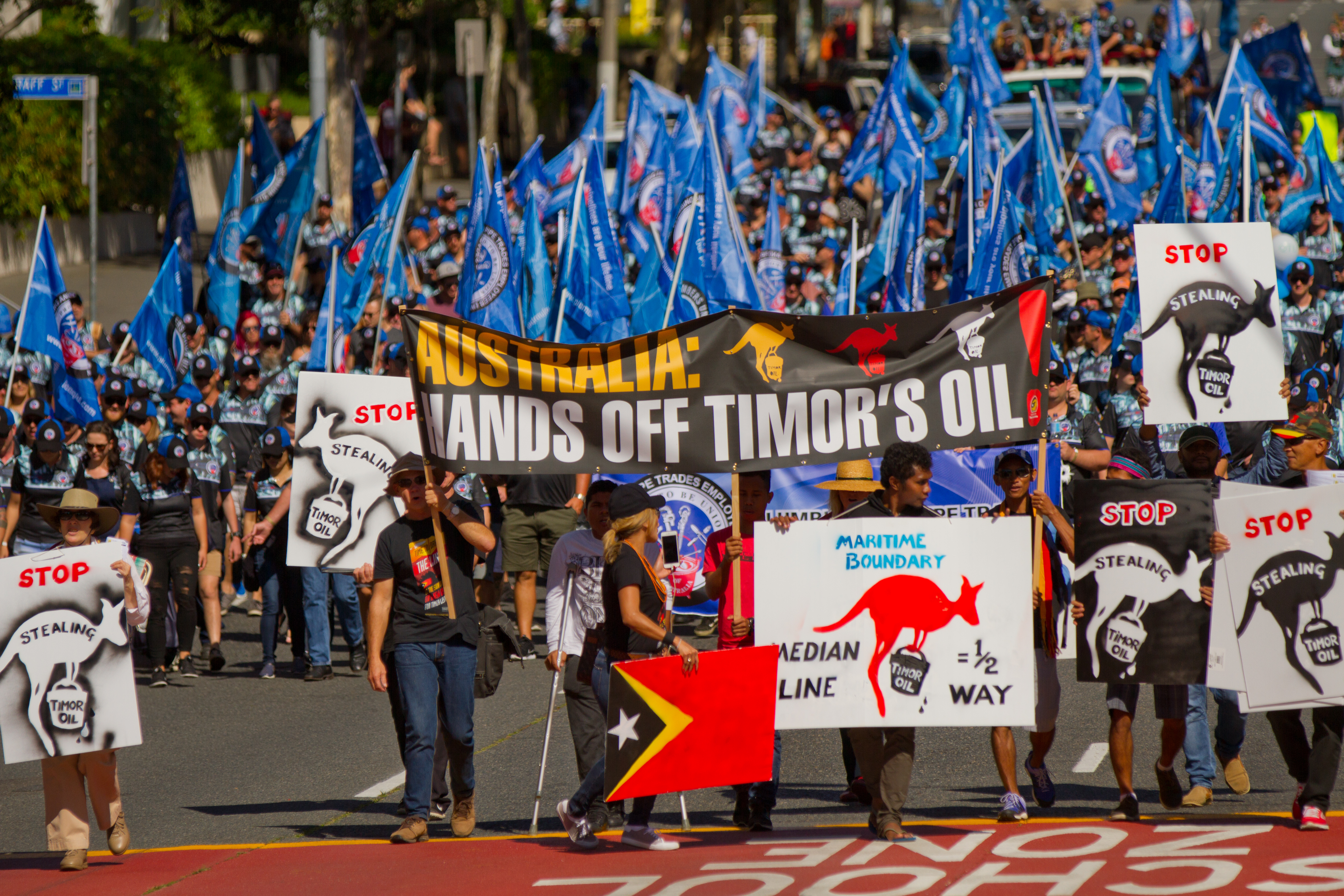
Ningún día festivo el 1 de mayo y ningún Día del Trabajo

El Día del Trabajo en Australia es festivo en fechas que varían según los estados y territorios. En algunos estados la fecha conmemora la marcha del Día de las Ocho Horas. Es el primer lunes de octubre en el Territorio de la Capital Australiana, Nueva Gales del Sur y Australia Meridional. En Victoria y Tasmania, es el segundo lunes de marzo (aunque esta última lo denomina Día de las Ocho Horas). En Australia Occidental, el Día del Trabajo es el primer lunes de marzo. En Queensland y el Territorio del Norte, el Día del Trabajo se celebra el primer lunes de mayo (aunque este último lo denomina Primero de Mayo). En el territorio de la Isla de Navidad es el cuarto lunes de marzo.
La primera marcha del movimiento obrero por una jornada de ocho horas tuvo lugar en Melbourne el 21 de abril de 1856. Ese día, los canteros y trabajadores de la construcción de las obras de Melbourne dejaron de trabajar y marcharon desde la Universidad de Melbourne hasta la Casa del Parlamento para conseguir una jornada de ocho horas. Su protesta de acción directa fue un éxito, y se les considera uno de los primeros trabajadores organizados del mundo en conseguir una jornada de 8 horas sin pérdida de salario.

### Bangladesh
Bangladesh Garment Sramik Sanghati, organización que trabaja por el bienestar de los trabajadores de la confección, ha solicitado que el 24 de abril se declare Día de la Seguridad Laboral en Bangladesh, en memoria de las víctimas del derrumbe del edificio Rana Plaza.
Sin embargo, Bangladesh celebra el Primero de Mayo.

### Bahamas
El Día del Trabajo es una fiesta nacional en Bahamas, que se celebra el primer viernes de junio con el fin de crear un fin de semana largo para los trabajadores. Sin embargo, la fecha tradicional del Día del Trabajo en Bahamas es el 7 de junio, en conmemoración de una importante huelga de trabajadores que comenzó ese día en 1942. El Día del Trabajo pretende honrar y celebrar a los trabajadores y la importancia de sus contribuciones a la nación y a la sociedad. En la capital, Nassau, miles de personas acuden a presenciar un desfile por las calles, que comienza a media mañana. Bandas con vistosos uniformes, artistas del tradicional Junkanoo africano y miembros de diversos sindicatos y partidos políticos forman parte de la procesión, que termina en el Southern Recreation Grounds, donde funcionarios del Gobierno pronuncian discursos para la ocasión. Para muchos residentes y visitantes de Bahamas, la tarde del Día del Trabajo es un momento para relajarse en casa o visitar la playa.

### Canadá

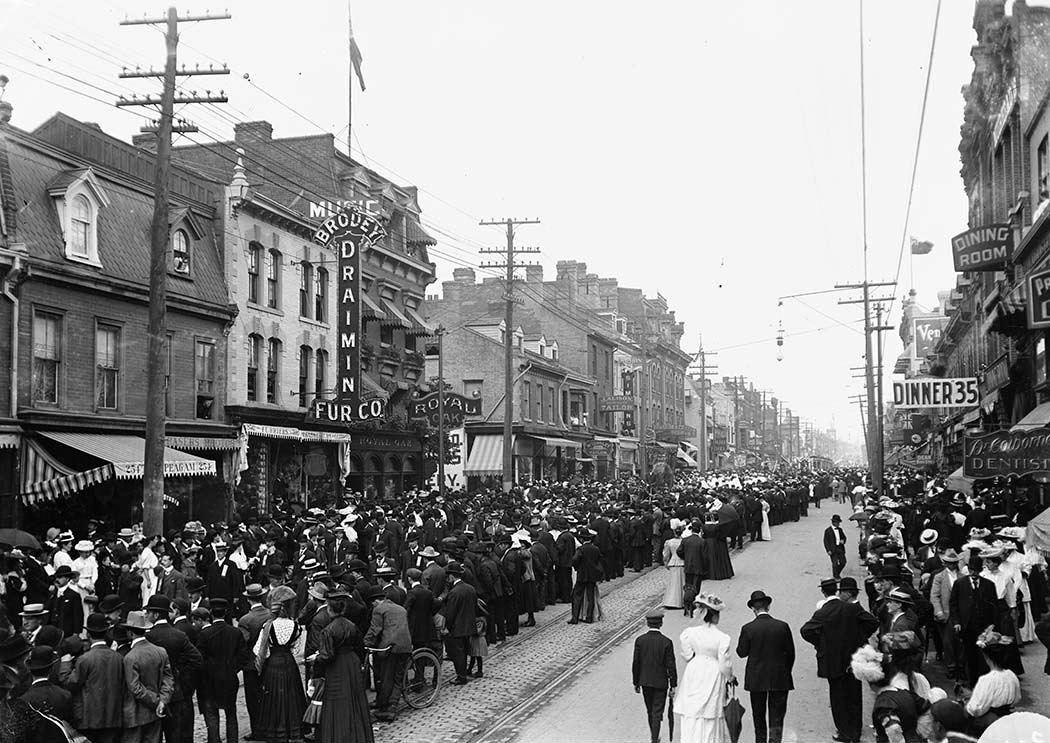
Desfile del Día del Trabajo en Toronto (Ontario, Canadá) a principios del siglo XX.

El Día del Trabajo (en francés: Fête du Travail) se celebra como fiesta oficial en Canadá el primer lunes de septiembre desde 1894. Sin embargo, los orígenes del Día del Trabajo en Canadá se remontan a numerosas manifestaciones y celebraciones locales en décadas anteriores. Tales acontecimientos adquirieron importancia política en 1872, cuando una manifestación obrera en Toronto en abril de 1872, en apoyo de los impresores en huelga, condujo directamente a la promulgación de la Ley de Sindicatos, una ley que confirmaba la legalidad de los sindicatos. Diez años más tarde, el 22 de julio de 1882, una gran celebración obrera en Toronto atrajo la atención del líder obrero estadounidense Peter J. McGuire, que organizó un desfile similar en Nueva York el 5 de septiembre de ese año. Los sindicatos asociados a los Caballeros del Trabajo y a la Federación Americana del Trabajo, tanto en Canadá como en Estados Unidos, promovieron posteriormente desfiles y festivales el primer lunes de septiembre. En Canadá, durante esos años hubo celebraciones locales en Hamilton, Oshawa, Montreal, St Catharines, Halifax, Ottawa, Vancouver y Londres. Montreal declaró la fiesta cívica en 1889. En Nueva Escocia, los mineros del carbón organizaban picnics y desfiles desde 1880 para celebrar el aniversario de su sindicato, la Asociación Provincial de Trabajadores, organizada por primera vez en 1879. Además, en 1889, la Comisión Real sobre las Relaciones del Trabajo y el Capital en Canadá recomendó el reconocimiento de un "día del trabajo" oficial por parte del gobierno federal. En marzo y abril de 1894, los sindicatos presionaron al Parlamento para que reconociera el Día del Trabajo como festivo. En mayo, el primer ministro, Sir John Thompson, presentó la ley, que recibió la sanción real en julio de 1894.

### China
El 1 de mayo es festivo en la República Popular China. Fue festivo de tres días hasta 2008, pero a partir de ese año pasó a ser de un solo día. Sin embargo, el tiempo libre real suele ser mayor que el establecido en la normativa, y el tiempo libre extra suele complementarse con otros dos fines de semana, pero al no ser festivo oficial, los días extra deben "recuperarse" trabajando el fin de semana anterior o el siguiente. Por ejemplo, en 2013, el 1 de mayo cayó en miércoles. La mayoría de los centros de trabajo, incluidas todas las administraciones públicas, se tomaron libres el lunes 29 de abril, el martes 30 de abril y el miércoles 1 de mayo. Como los dos primeros días no eran festivos, hubo que "recuperarlos" trabajando el fin de semana anterior (27 y 28 de abril).

### Hong Kong S.A.R.
En Hong Kong, el 1 de mayo se conoce como Día del Trabajo y se considera festivo desde 1999.

### India
El primer Día del Trabajo se celebró en la India el 1 de mayo de 1923, en Chennai. Las primeras celebraciones del Primero de Mayo fueron organizadas por el Partido Laborista Kisan del Indostán. El Día del Trabajo se considera festivo en la India.

### Jamaica
Antes de 1961, el 24 de mayo se celebraba en Jamaica el Día del Imperio, en honor del cumpleaños de la reina Victoria y su emancipación de los esclavos. Como su nombre indica, el día se utilizaba para celebrar el Imperio británico, con ceremonias de izado de bandera y canto de canciones patrióticas. En 1961, el Ministro Principal de Jamaica, Norman Washington Manley, propuso sustituir el Día del Imperio por el Día del Trabajo, una celebración en conmemoración del 23 de mayo de 1938, cuando Alexander Bustamante encabezó una rebelión obrera que condujo a la independencia de Jamaica.
En 1972, el Primer Ministro jamaicano, Michael Manley, promovió el Día del Trabajo como escaparate de la importancia de la mano de obra para el desarrollo de Jamaica, y como jornada de participación voluntaria de la comunidad en proyectos beneficiosos. Desde entonces, el Día del Trabajo no sólo es festivo, sino también una jornada de participación masiva de la comunidad en todo el país.

### Japón
En Japón, el Día del Trabajo se confunde oficialmente con el Día de Acción de Gracias, el 23 de noviembre, como Día de acción de gracias por el trabajo.

### Kazajstán
El Día del Trabajo en Kazajistán se celebra el último domingo de septiembre. La fiesta se estableció oficialmente a finales de 2013. En 1995, el Gobierno de Kazajstán sustituyó el Día Internacional de los Trabajadores por el Día de la Unidad del Pueblo Kazajo. El Presidente kazajo, Nursultán Nazarbáyev, también instituyó una medalla especial que se concede a los veteranos del trabajo con motivo de la festividad. El Día del Trabajo se celebra ampliamente en todo el país con discursos oficiales, ceremonias de entrega de premios, actos culturales, etc. Es un día festivo no laborable para la mayoría de los ciudadanos de Kazajstán porque siempre cae en fin de semana.

### Macao S.A.R.
En Macao, el 1 de mayo es festivo y se conoce oficialmente como Día del Trabajador.

### Nueva Zelanda
En Nueva Zelanda, el Día del Trabajo (en maorí: Te Ra o Reipa) es un día festivo que se celebra el cuarto lunes de octubre. Sus orígenes se remontan al movimiento por la jornada laboral de ocho horas que surgió en la recién fundada colonia de Wellington en 1840, principalmente por la negativa del carpintero Samuel Parnell a trabajar más de ocho horas al día. Aquel año, Parnell dijo a un posible empleador: "Tenemos veinticuatro horas al día; ocho de ellas deben ser para trabajar, ocho para dormir y las ocho restantes para el recreo".
El primer Día del Trabajo en Nueva Zelanda se celebró el 28 de octubre de 1890, fecha que marcaba el primer aniversario del Consejo Marítimo, una organización de sindicatos del transporte y la minería. Varios miles de afiliados y simpatizantes sindicales asistieron a desfiles en los principales centros urbanos. Los empleados públicos disfrutaron de un día libre para asistir a los desfiles, y muchas empresas cerraron al menos parte del día. Inicialmente, el día se denominó Día del Trabajo o Día de las Manifestaciones Laborales.
En 1899, el gobierno legisló que el día fuera festivo mediante la Ley del Día del Trabajo de 1899. El día se fijó como segundo miércoles de octubre y se celebró por primera vez al año siguiente, en 1900. En 1910 se trasladó al cuarto lunes de octubre.

### Pakistán
En Pakistán, el 1 de mayo es el Día del Trabajo y es festivo en todo el país. Algunas empresas privadas siguen sin aplicar esta norma y funcionan como de costumbre si no es sábado ni domingo.

### Polonia
Polonia celebra el Día del Trabajo el 1 de mayo. Como el 3 de mayo es el Día de la Constitución, también festivo, a menudo se combinan para generar el "puente de mayo".

### Taiwán
El 1 de mayo es el Día del Trabajo en Taiwán, fiesta oficial, aunque no todo el mundo tiene el día libre. Los estudiantes y los profesores no tienen este día libre.

### Trinidad y Tobago

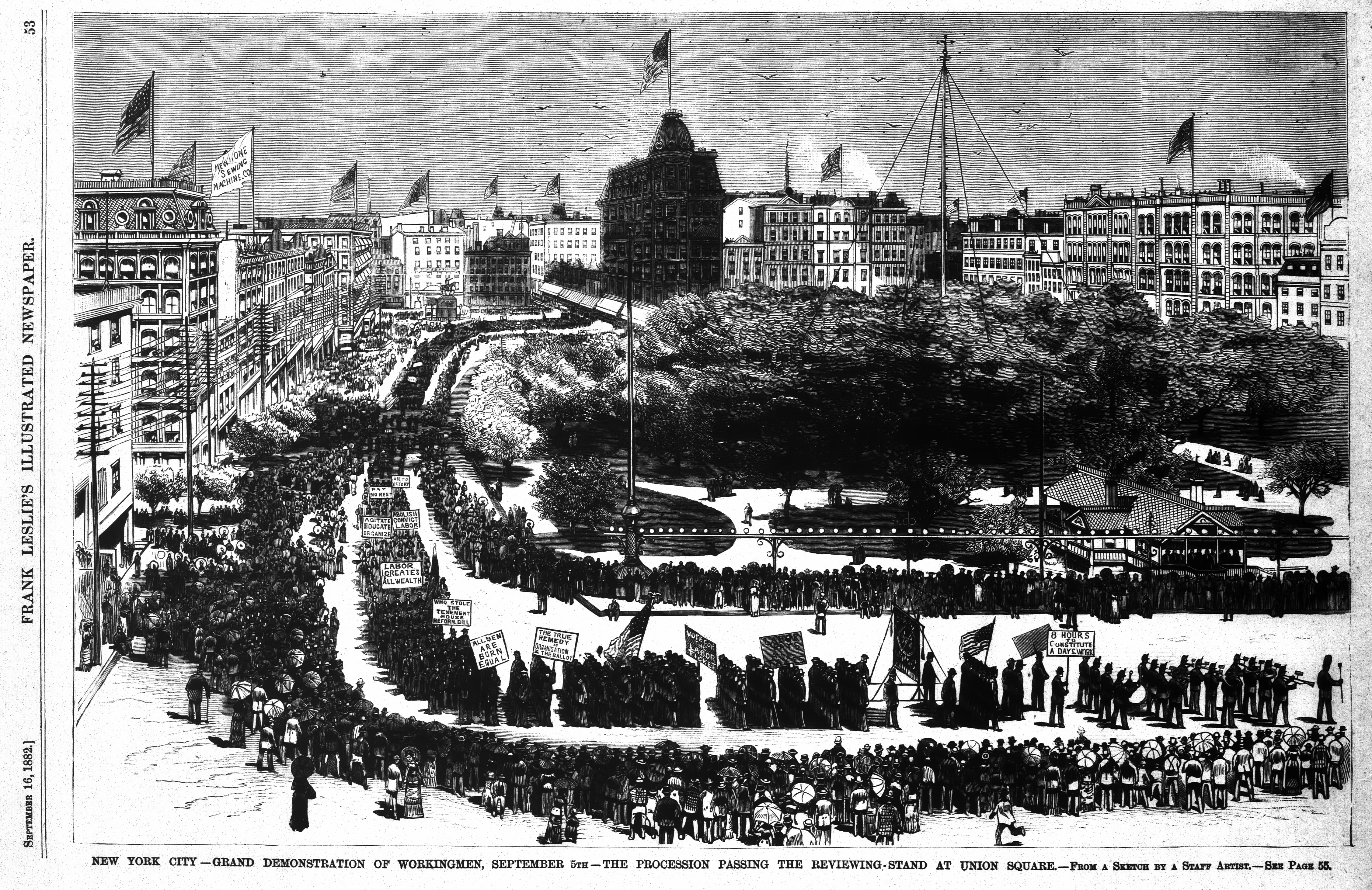
Primer desfile del Día del Trabajo en EE.UU., 5 de septiembre de 1882 en Nueva York

En Trinidad y Tobago, el Día del Trabajo se celebra cada 19 de junio. Esta festividad se propuso en 1973 para conmemorar el aniversario de los disturbios laborales de Butler de 1937.

### Estados Unidos
En Estados Unidos, el Día del Trabajo es una fiesta federal que se celebra el primer lunes de septiembre. Suele considerarse el final de las vacaciones de verano. Muchas escuelas abren sus puertas el día después del Día del Trabajo.